# Fran Kocbek
Fran Kocbek, slovenski učitelj, organizator planinstva, pisatelj in publicist, * 26. januar 1863, Ločki Vrh, † 7. avgust 1930, Gornji Grad.
Fran Kocbek, ki je bil po poklicu učitelj, je služboval v Žalcu in Gornjem Gradu. Objavljal je črtice različnih vsebin z območja Savinjskih Alp, o katerih je napisal tudi monografijo. Leta 1893 je ustanovil in 30 let vodil savinjsko podružnico SPD, ter po trdem boju z Nemci rešil Slovencem Savinjske Alpe, v katerih so bile na njegovo pobudo zgrajene številne koče in planinske poti. Po njem se imenuje Kocbekov dom na Korošici (1808m) in Kocbekovo zavetišče (1775 m) na Molički planini .
Kocbek je v Planinski vestnik pisal članke o planinskih kočah, novih poteh, podzemeljskih jamah, nesrečah v gorah. Zlasti s področja botanike je veliko objavljal v Učiteljskem tovarišu in Popotniku. Z M. Kosom je leta 1894 izdal Vodnik za Savinjske Alpe in okolico. V knjigi Savinjske Alpe (1926) je zbral bogato geografsko, turistično, zgodovinsko, etnografsko in botanično gradivo. Napisal pa je še knjigi Savinjske planine (1904) in življenjepis Dr. Johannes Firschauf (1907). Po njegovi smrti je 1934 v soavtorstvu z I. Šašljem izšla do tedaj največja zbirka slovenskih pregovorov Slovenski pregovori, reki in prilike v kateri je zbranih 5.624 pregovorov. 
Fran Kocbek je v Gornjem gradu od leta 1895 do konca 1921 vsak dan opazoval oziroma organiziral opazovanje vremenskega dogajanja, zapisoval je pojave, meril padavine in trikrat na dan temperaturo zraka. Začel je že v Avstro - Ogrski oz.  K. K. Monarhiji, kjer je še pisal v nemščini, meril je med celo prvo svetovno vojno in leta 1918 v novi državi Kraljevini Jugoslaviji  začel pisati v slovenščini.